# Zwavelmelkbekerzwam
De zwavelmelkbekerzwam (Paragalactinia michelii) is een schimmels behorend tot de familie Pezizaceae.

## Kenmerken

### Uiterlijke kenmerken
Het apothecium is diep kelkvormig tot schotelvormig hoedje, dat 1-5 cm breed kan worden. Het heeft een glad hymenoforium, vaak gegolfd aan de binnenkant, paarsachtig en aanvankelijk bleekrood tot paarsbruin, later bruinachtig tot roodachtig geelbruin. De buitenkant is glad, lichter van kleur dan het hymenoforium, en geelbruin. De paddenstoel heeft dun, broos, geelachtig vlees dat bij beschadiging een waterachtige vloeistof afgeeft, en na verloop van tijd geel kleurt.

### Microscopische kenmerken
De asci zijn 8-sporig en voorzien van een amyloïde apicale ring en meten 235-280 x 11-12 (15) µm. De parafysen zijn cilindrisch tot licht knotsvormig, recht, septaat, en hebben een geelachtige inhoud, die licht knotsvormig is aan de top. De ascosporen zijn elliptisch, fijn wrattig verspreid, laag en onregelmatig bij volwassenheid, met losse, onregelmatige wratten, en zijn hyaliene, (13)16-18 x 7-9 µm groot.

## Verspreiding
In Nederland komt de zwavelmelkbekerzwam algemeen voor. Hij staat niet op de rode lijst en is niet bedreigd.